# Lewonie (województwo podlaskie)
Lewonie – wieś w Polsce, położona w województwie podlaskim, w powiecie monieckim, w gminie Mońki.
W latach 1975–1998 miejscowość administracyjnie należała do województwa białostockiego.
Przez Lewonie przepływa niewielka rzeka Nereśl.
Wierni kościoła rzymskokatolickiego należą do parafii NMP Królowej Polski w Boguszewie.